# Heinrich Rommen
Heinrich Albert Rommen (* 21. Februar 1897 in Köln; † 19. Februar 1967 in Arlington) war ein deutscher Jurist, Widerständler und ein katholischer Sozialtheoretiker, der an der Wiederentdeckung von Francisco Suárez, S.J. und der zweiten spanischen Scholastik beteiligt war.

## Leben
Rommen studierte Philosophie, Theologie und Volkswirtschaft in München und Münster bis zur Promotion 1925, studierte anschließend Jura in Bonn bis zur juristischen Promotion 1927. Er arbeitete ab 1929 als Referent für den Katholischen Volksverein in der Geschäftsstelle in Mönchengladbach und hielt Kurse am Franz-Hitze-Haus in Paderborn, das 1933 geschlossen wurde. Die Gestapo verhaftete ihn wegen seiner antinazistischen Schriften und seiner Mitgliedschaft im Königswinterer Kreis, wo er mit Theodor Brauer, Götz Briefs, Gustav Gundlach, Paul Jostock, Franz Hermann Müller und Oswald von Nell-Breuning über soziale Fragen diskutierte. Nach sechs Wochen freigelassen, arbeitete er bis 1938 als Rechtsberater eines Wirtschaftsunternehmens, bis er nach Vermittlung eines katholischen Flüchtlingskomitees in die USA emigrierte. Dort lehrte er Ökonomie am St. Joseph’s College West Hartford (Connecticut) von 1938 bis 1946 und Politikwissenschaft an der University of St. Thomas (Minnesota) von 1946 bis 1953. Von 1953 bis 1967 lehrte er an der University of Georgetown. Er war Ehrendoktor der Boston University, der Universität Granada und der Universität Nimwegen.
Zentral sind die Werke Die ewige Wiederkehr des Naturrechts (Leipzig 1936) und Der Staat in der katholischen Gedankenwelt (Paderborn 1935). Rommen führte den Untergang der Weimarer Republik auf den herrschenden Rechtspositivismus zurück: Der moderne totale Staat und die ihn begründenden Ideologien aber bedeuten letzthin die reductio ad absurdum des Axioms: voluntas facit legem. ... Es sollte auch stutzig machen, dass die nationalsozialistische Revolution `legal´ war im Sinne des Positivismus. Übersetzungen in viele Sprachen machten das Werk allgemein bekannt. In den USA erschien eine englische Fassung 1948. Davon ausgehend begannen viele Rechtsphilosophen über die Grundlagen des Staates neu nachzudenken: Leo Strauss in Natural Right and History (1950); Yves R. Simon in Philosophy of Democratic Government, Jacques Maritain in Man and the State und Hannah Arendt in: Elemente und Ursprünge totaler Herrschaft (alle 1951); Eric Voegelin New Science of Politics (1952).

## Schriften
- Die Staatslehre des Franz Suarez S.J., Mönchengladbach, Volksvereins-Verlag 1926
- Der Staat in der katholischen Gedankenwelt. 1935. Englisch neu 2016 ISBN 978-1-944418-18-2
- Die ewige Wiederkehr des Naturrechts. 2., erw. Aufl. Kösel 1947
- The natural law : a study in legal and social history and philosophy, deutsch 1936. Englische Neuauflage 1998 ISBN 978-0-86597-161-5

## Einzelbelege
1. ↑  Christoph M. Scheuren-Brandes: Der Weg von nationalsozialistischen Rechtslehren zur Radbruchschen Formel: Untersuchungen zur Geschichte der Idee vom "Unrichtigen Recht". Schoeningh, 2006, ISBN 978-3-506-72953-8 (google.com [abgerufen am 21. Mai 2021]).
2. ↑  Collection: Heinrich A Rommen Papers | Georgetown University Archival Resources. Abgerufen am 21. Mai 2021.
3. ↑  Arnold Brecht: Political Theory: The Foundations of Twentieth-Century Political Thought, Princeton University Press, 1959. Deutsch: Politische Theorie. Die Grundlagen politischen Denkens im 20. Jahrhundert. Stellenweise revidierte und ergänzte deutsche Ausgabe, übersetzt von Irmgard Kutscher und dem Verfasser. Mohr, Tübingen 1961.
4. ↑   Heinrich Rommen: Die ewige Wiederkehr des Naturrechts, 1947, S. 147, 159
5. ↑  Gerhard Spörl, Der Spiegel: Die Leo-Konservativen. Abgerufen am 21. Mai 2021.
6. ↑  Naturrecht und Geschichte. Koehler, Stuttgart 1956. ND suhrkamp 1989 ISBN 978-3-518-27816-1
7. ↑  Neue Auflage 1993 ISBN 978-0-268-03803-8
8. ↑  Eric Voegelin: Die neue Wissenschaft der Politik: eine Einführung. Wilhelm Fink Verlag, 2004, ISBN 978-3-7705-4015-0 (google.com [abgerufen am 21. Mai 2021]).

| Personendaten    | Personendaten                                                          |
| ---------------- | ---------------------------------------------------------------------- |
| NAME             | Rommen, Heinrich                                                       |
| ALTERNATIVNAMEN  | Rommen, Heinrich Albert (vollständiger Name)                           |
| KURZBESCHREIBUNG | deutscher Jurist, Widerständler und ein katholischer Sozialtheoretiker |
| GEBURTSDATUM     | 21. Februar 1897                                                       |
| GEBURTSORT       | Köln                                                                   |
| STERBEDATUM      | 19. Februar 1967                                                       |
| STERBEORT        | Arlington                                                              |